# Oreobates berdemenos
Espèce
Oreobates berdemenos est une espèce d'amphibiens de la famille des Craugastoridae.

## Répartition
Cette espèce est endémique de la province de Jujuy en Argentine. Elle se rencontre dans le département de Ledesma.

## Publication originale
- Pereyra, Cardozo, Baldo & Baldo, 2014 : Description and phylogenetic position of a new species of Oreobates (Anura: Craugastoridae) from northwestern Argentina. Herpetologica, vol. 70, p. 211–227.